# Эд, Эскиль
Э́скиль Сми́десанг Эд (норв. Eskil Smidesang Edh; род. 4 августа 2002, Лиллестрём) — норвежский футболист, полузащитник клуба «АИК».

## Клубная карьера
Эд — воспитанник клубов «Лиллестрём». 21 сентября 2020 года в матче против «Конгсвингера» он дебютировал в Первом дивизионе Норвегии. По итогам сезона игрок помог клубу выйти в элиту. 21 июля 2021 года в матче против «Стабека» он дебютировал в Типпелиге. 5 декабря в поединке против «Мольде» Эксиль забил свой первый гол за «Лиллестрём».  